# 米切爾·佐羅
米切爾·佐羅（波蘭語：Michał Żyro；1992年9月20日—）是一位波蘭足球運動員。在場上的位置是中場，出身波蘭足球甲級聯賽球隊華沙萊吉亞。他在2011年10月23日打入自己在波蘭甲的首個進球。目前被英超球會狼隊外借至波甲球隊沙斯辛。他也代表波蘭國家足球隊參賽。